# Historia kolei w Indiach

Aktualna sieć kolejowa Indii

Historia kolei w Indiach

## Indie brytyjskie

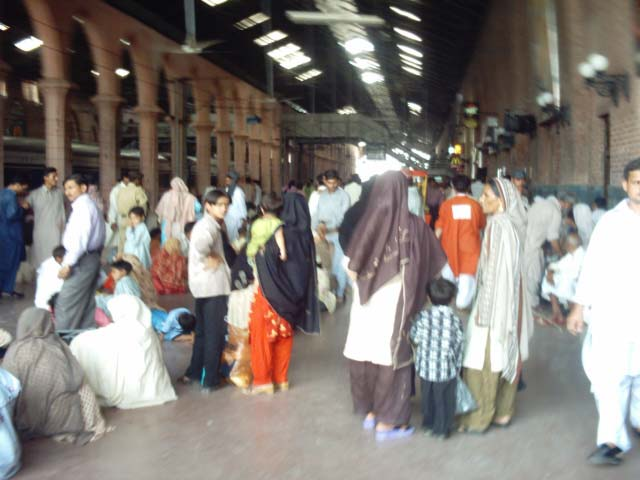
Lahaur, peron dworca z ok. 1860

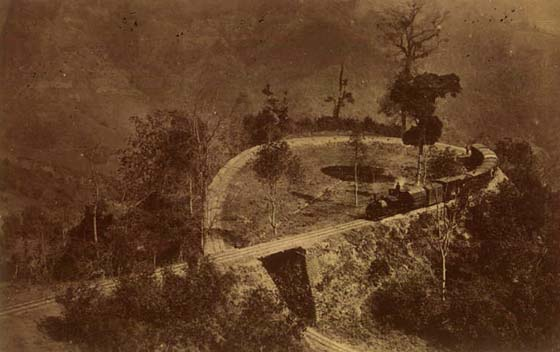
Darjeeling Himalayan Rly

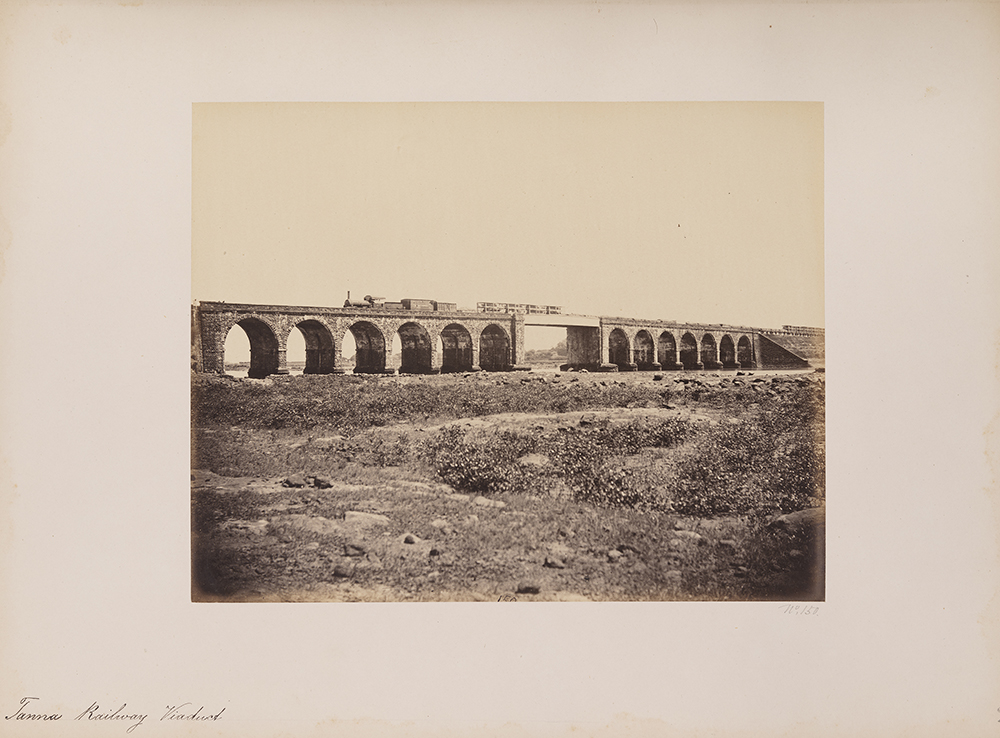
Pociąg pasażerski podróżujący dłuższym wiaduktem kolejowym Thane koło Bombaju w 1855

Sieć kolejowa w Indiach została zbudowana przez prywatny kapitał korzystający z gwarancji państwowych 5% zysku w ciągu pięciu lat eksploatacji linii (uchwała Parlamentu w Londynie z 1846).
- 1851 – Roorkee: pierwsze użycie parowozu na kolei służącej dowozowi materiałów do budowy mostu Solani na Gangesie;
- 16 kwietnia 1853 – otwarcie pierwszej kolei parowej: linia Bombaj – Thane kolei Great Indian Peninsular Rly.(inne języki) (GIPR) (35 km); w 1855 przedłużona do Vasind;
- 1854 – otwarcie linii (Kalkuta) Howrah – Hoogly (38 km); linia wkrótce przedłużona Pundooah; East Indian Rly.(inne języki) (EIR);
- 1855 przedłużenie do Raniganj (193 km) z wykorzystaniem „toru eksperymentalnego” linii Kalkuta – Delhi z 1851;
- 1856 – otwarcie linii (Madras) Royapuram / Veyasarapady – (Arcot) Wallajah Road (ok. 100 km), Madras Rly.;
- 1859 – otwarcie linii Allahabad – Kanpur;
- 13 maja 1861 – otwarcie pierwszej linii kolejowej w dzisiejszym Pakistanie (Karaczi-Kotri; Scinde Rly.);
- 1862 – pierwsza kolej w obecnym Bangladeszu: otwarcie linii Kalkuta – Kushtia (tor 1676 mm); East Bengal Rly.; most na Gangesie (Hardinge Bridge) otwarto dopiero w 1915; kolej zamierzona jako połączenie Birmy z Kalkutą dotarła tylko do zachodniego brzegu Brahmaputry – połączenie Kalkuta – Dhaka nie zostało zbudowane do podziału Bengalu w 1947;
- 27 grudnia 1864 – otwarcie pierwszej linii kolejowej na Cejlonie (Kolombo – Ambepussa(inne języki), 54 km)[1];
- 1870 – połączenie Bombaj – Kalkuta: GIPR ukończyła odcinek przez Thull Ghat: Itarsi(inne języki) – Jabalpur, gdzie dochodziła linia EIR z Allahabadu;
- 1872 – budowa pierwszej kolei na torze 1000 mm: Delhi – Farukh Nagar, rozstaw 1000 mm rozpowszechnił się jednak dopiero w XX w.;
- 1879 – otwarcie linii Sara – Parbatipur – Chilahati – Shiliguri w Bengalu Wschodnim; tor 1000 mm, zamieniony na 1676 mm w latach 1914–1926 po otwarciu mostu na Gangesie;

Do 1880 r. długość sieci osiągnęła 14,5 tys. km.
- 1881 – otwarcie kolei Shiliguri Jctn. – Darjeeling, tor 610 mm (Darjeeling Himalayan Rly.)[2];
- 1885 – pierwsza kolej w Dhace: otwarcie linii Narayanganj – Dhaka – Mymensingh (tor 1000 mm); Dhaka State Rly., początek budowy sieci kolei na torze 1000 mm na wschód od Brahmaputry;
- 1896 – otwarcie linii Chittagong – Comilla – Akhaura – Kulaura – Shahbajpur (tor 1000 mm); Asam Bengal Rly.; budowa sieci na wschodzie obecnego Bangladeszu trwała do lat 30. XX w.;
- 1899 – otwarcie kolei Nilgiri Railway Mettupalayam – Udagamandalam (stan Tamil Nadu), tor 1000 mm z odcinkami zębatymi;
- 1903 – otwarcie kolei Kalka – Shimla, linii górskiej na torze 610 mm, od 1952 762 mm;
- 1903 – wprowadzenie zamknięć nastawczych („interlocking”) na dziewięciu stacjach w okolicach Bombaju, w tym na dworcu Victoria; kolej GIPR;
- 1905 – budowa wojskowej linii bocznej do Afganistanu wzdłuż rzeki Kabul; rozmontowanej w 1909;
- 1906 – otwarcie przebudowanego dworca Howrah naprzeciwko Kalkuty, największego w Indiach;
- 1907 – rząd wykupuje prawie wszystkie główne linie kolejowe i wydzierżawia je prywatnym operatorom;
- 1909 – South India Rly. rozpoczęła budowę kolei łączącej Indie z Cejlonem, inwestycja nigdy nie została ukończona; w 1914 uruchomiono parowe promy na brakującym odcinku 20-kilometrowym odcinku połączenia; cyklon zniszczył linie i porty w 1964, połączenie nie zostało odbudowane;
- 1925 – Bombaj: pierwsze pociągi elektryczne (podmiejskie); =1500 V; 1926 ukończenie elektryfikacji magistrali do Poona i Igatpuri przez trudne górskie odcinki na Ghatach Bhane i Thal;
- 1931 – pierwsze elektryczne pociągi podmiejskie w Madrasie;
- 1937 – otwarcie mostu na rzece Meghna dało bezpośrednie połączenie Dhaki z Chittagongiem (Asam Bengal Rly.);

Charakterystyczną cechą sieci kolejowej Indii stało się zróżnicowanie rozstawów toru. Dominujące znaczenie miał tor szeroki (1676 mm), wykorzystywała go większość sieci, w tym linie główne. Sieć na torze 1000 mm była szczególnie gęsta w okolicach Vadodary (Gudżarat) i w Radżastanie na zachodzie kraju, w Bengalu Wschodnim i Asamie na wschodzie (ok. 17 tys. km) oraz na większości obszaru południowych Indii (ok. 8 tys. km). Powstały też sieci lub linie na torach węższych, szczególnie 762 mm (okolice Vadodary, Gondii i Jabalpuru).

## Rozwój kolei w niepodległych Indiach

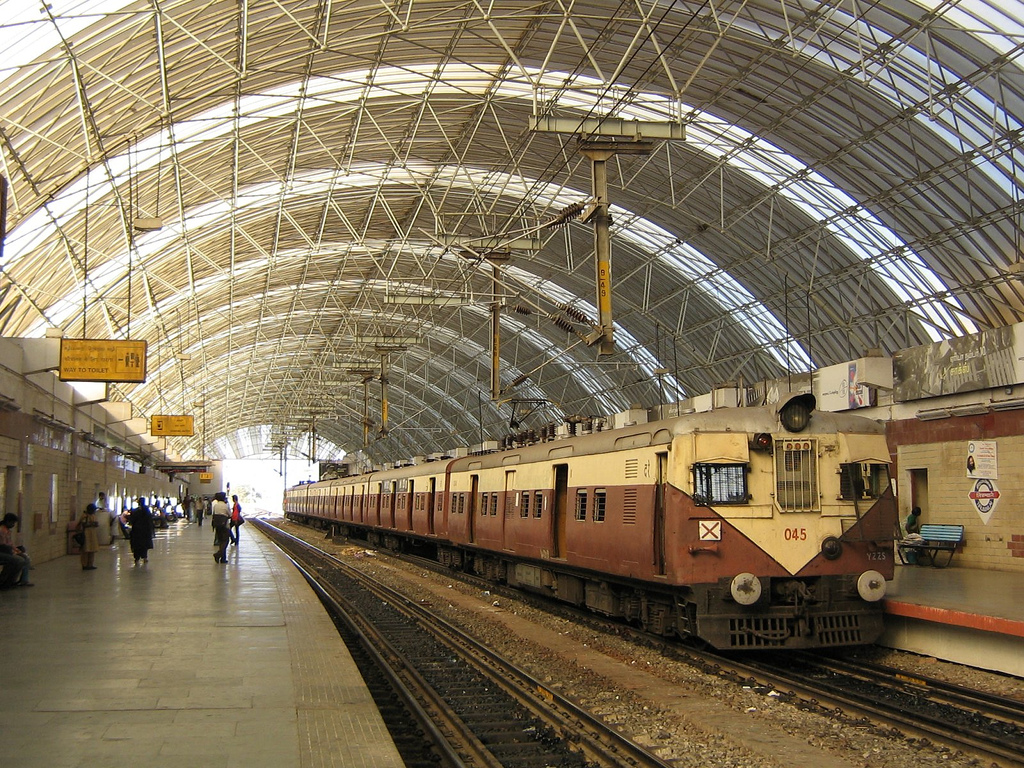
Ćennaj, stacja Thirumayilai na linii SKM

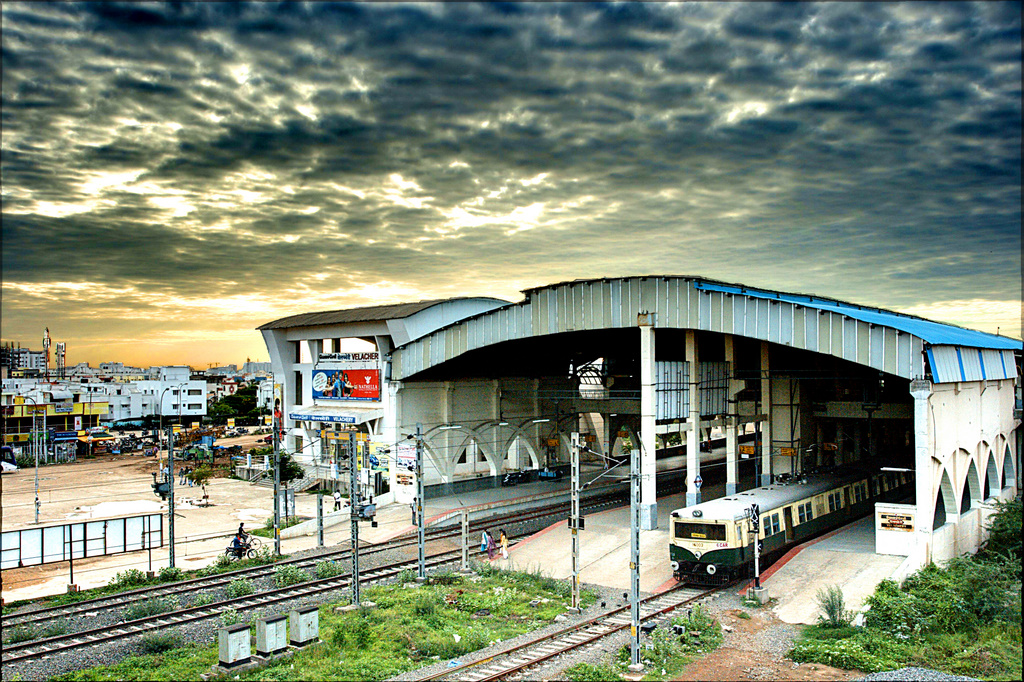
Ćennaj, stacja Velachery na linii SKM. Linia w trakcie konwersji z rozstawu metrowego na szeroki 1676 mm

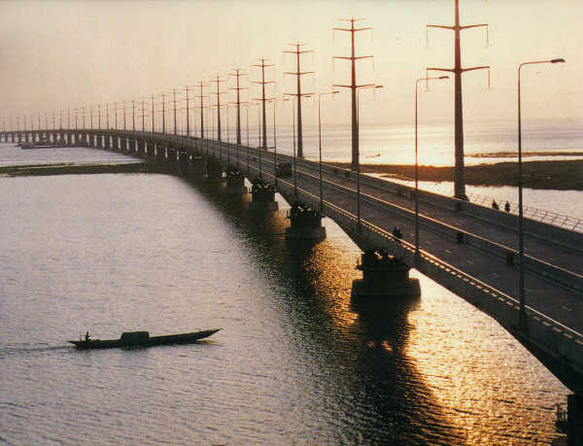
Bangladesz: „Bangabandhu Jamuna Multipurpose Bridge”; niewidoczny na zdjęciu tor kolejowy dwóch rozstawów ułożono pod masztami wysokiego napięcia

W 1947 r. sieć kolejowa została podzielona między Indie i Pakistan, a linie zostały w większości przerwane. Do Pakistanu przeszła większość sieci Bengal Asam Rly. i North Western Rly., a sieć stanu Asam została odcięta od sieci Indii obszarem Pakistanu Wschodniego (obecnie Bangladesz). Migracjom ludności między nowo utworzonymi państwami towarzyszyła wymiana personelu kolejowego i urządzeń. Układ ruchu zmienił się zasadniczo: Karaczi przestało odgrywać rolę jako punkt skupiający ruch do północnych Indii, który skupił się w Bombaju; ruch do Dżammu i Kaszmiru, zamiast iść przez Lahaur i Rawalpindi, skierował się na Delhi, a dworzec Sealdah w Kalkucie, skąd wychodził ruch w kierunku Dhaki, stał się dworcem głównie podmiejskim.
- 1950 – otwarcie Asam Rail Link, linii omijającej Pakistan Wschodni (tor metrowy); w następnych latach budowa mostów na Brahmaputrze; w 1985 ukończenie linii na torze szerokim do Guwahati (stolicy Asamu) w pełni połączyło stany północno-wschodnie z siecią państwową;
- 1951 – ostateczne upaństwowienie kolei; amalgamacja 42 zarządów w jeden zarząd państwowy Indian Railways;
- 1954 – przywrócenie połączenia Lahaur – Amritsar (para pociągów na tydzień), nie funkcjonowało w latach 2001–2004;
- 1957 – przyjęcie zasilania ~25 kV 50 Hz jako standardowego dla sieci dalekobieżnej; pierwsze odcinki: Burdwan – Mughalsarai przez Grand Chord oraz Tatanagar – Rourkela (technologia francuska). Elektryfikację sieci prowadzi się nadal: długość sieci wzrosła z 748 km w latach 1960/1961 do 17,5 tys. km w latach 2004/2005;
- 1960 – ukończenie połączenia między siecią metrową północnego wschodu i południa kraju – odcinek Khandwa – Hingoli na linii Akot – Akola – Basim przez rzeki Tapti i Purna, mającej 2 duże tunele, 50 dużych mostów i spiralę; ostatnią linią zbudowaną na torze metrowym była prawdopodobnie trasa Himmatnagar – Udaipur;
- 1971 – zawieszenie połączeń między Indiami a nowo utworzonym Bangladeszem;

Wiele linii kolejowych było kilkakrotnie przekuwanych na tor innego rozstawu. Od lat 90. XX wieku masowo podejmuje się konwersje z toru metrowego na szeroki w celu ujednolicenia sieci krajowej. Przebudowa objęła także linię Akot – Purna.
- 1996 – otwarcie Konkan Rly.(inne języki), łączącej Bombaj (a właściwie stację Roha) z Mangalore; 760 km długości, tor 1676 mm;
- 1997 – pierwszy odcinek SKM w Ćennaju (dawn. Madras, MRTS);
- 1998 – przywrócenie połączenia między Kalkutą (Sealdah) a Bangladeszem.